# Le Grand Georges

Le Grand Georges est un téléfilm français sur la vie du maquisard Français Georges Guingouin, réalisé par François Marthouret et diffusé le 8 janvier 2013 sur France 3.

## Synopsis
Georges Guingouin est le premier maquisard de France. Il fut jusqu'en 1952 un militant du Parti communiste français qui joua un  rôle de premier plan dans la Résistance française à la tête des maquis de la montagne limousine.

## Fiche technique
- Titre : Le Grand Georges
- Réalisation : François Marthouret
- Scénario : Patrick Rotman et Pauline Guéna
- Décors : Sylvie Fennec
- Photographie : Aurélien Devaux
- Son : Dominique Levert
- Montage : Sophie Cornu-Abela
- Production : Michel Rotman
- Sociétés de production : Kuiv, avec la participation de France Télévisions et TV5 Monde
- Budget : 3 millions d'euros
- Pays d'origine :  France
- Langue originale : français
- Genre : Drame
- Durée : 94 minutes (1h34)
- Date de diffusion : 8 janvier 2013 sur France 3

## Distribution
- Xavier Gallais : Georges Guingouin
- Marie Denarnaud : Henriette Guingouin
- Philippine Pierre-Brossolette : Françoise
- Vincent Winterhalter : Le commissaire Malot
- Thomas Chabrol : Léon Rouvais
- Quentin Baillot : Barthel
- Arnaud Apprédéris : Jo Bouvier
- Aurélien Recoing : Maurice Thorez